# Stewart Downing
Stewart Downing (Middlesbrough, 22 de julho de 1984) é um ex-futebolista inglês que atuava como meia.

## Carreira
Stewart Downing cresceu em Middlesbrough e esteve com o clube desde seus dias de escola.
Downing fez seu primeiro jogo na derrota de 1-0 para o Ipswich Town em abril de 2002. Três dias depois ele jogou pela primeira vez no Riverside, substituindo Benito Carbone no segundo tempo, na derrota de 2-0 para o Chelsea.
No começo de sua carreira, foi emprestado ao Sunderland em 2003, porque na época, suas chances eram limitadas, por causa da boa forma do meio campo Boudewijn Zenden. Após ser chamado por motivo de lesões no Middlesbrough, ele teve suas chances aumentadas, e sua carreira começou a decolar.

### Liverpool

#### 2011-12
No dia 13 de julho de 2011, foi anunciada sua transferência para o Liverpool por 20 milhões de libras.

#### 2012-13
Marcou um gol contra o Norwich City em 18 de janeiro, e sua equipe venceu o jogo por 5 a 0. E também jogou o clássico entre Liverpool e Manchester City em que sua equipe empatou pelo placar de 2 a 2. Marcou um gol após hat-trick de Luis Suárez ajudando o Liverpool a vencer a partida por 4 a 0 fora de casa. Fez o segundo gol do Liverpool na vitória de virada sobre o Tottenham em 10 de março.

### West Ham United
Contratado em agosto de 2013, por 6 milhões de libras.

## Seleção nacional
Com sete jogos pela seleção inglesa Sub-21, Downing fez seu primeiro jogo pela seleção inglesa em 9 de fevereiro de 2005 em um amistoso contra a Holanda, substituindo Shaun Wright-Phillips no segundo tempo.
No começo da temporada 2005-06, Downing se sentiu ignorado pela direção da seleção inglesa, e sua carreira teve uma pausa em maio de 2005, quando ele teve uma lesão treinando com a Inglaterra, em sua excursão pelos EUA. Ele estava recuperado em janeiro de 2006.
Downing foi convocado para a Copa do Mundo de 2006 em maio de 2006 pelo então técnico Sven-Göran Eriksson, entrando em jogo no segundo tempo, na vitória da Inglaterra sobre o Paraguai. Ele também entrou em campo no jogo contra Trinidad e Tobago, quando a Inglaterra marcou dois gols nos últimos dez minutos.

## Títulos
Middlesbrough
- Copa da Liga Inglesa: 2004

Aston Villa
- Copa da Paz: 2009

Liverpool
- Copa da Liga Inglesa: 2011-12

### Prêmios individuais
- Troféu Alan Hardaker: 2012